# Bormida di Pallare
La Bormida di Pallare ( o Bormida di Carcare) è uno dei tre corsi d'acqua che forma il fiume Bormida.

## Percorso

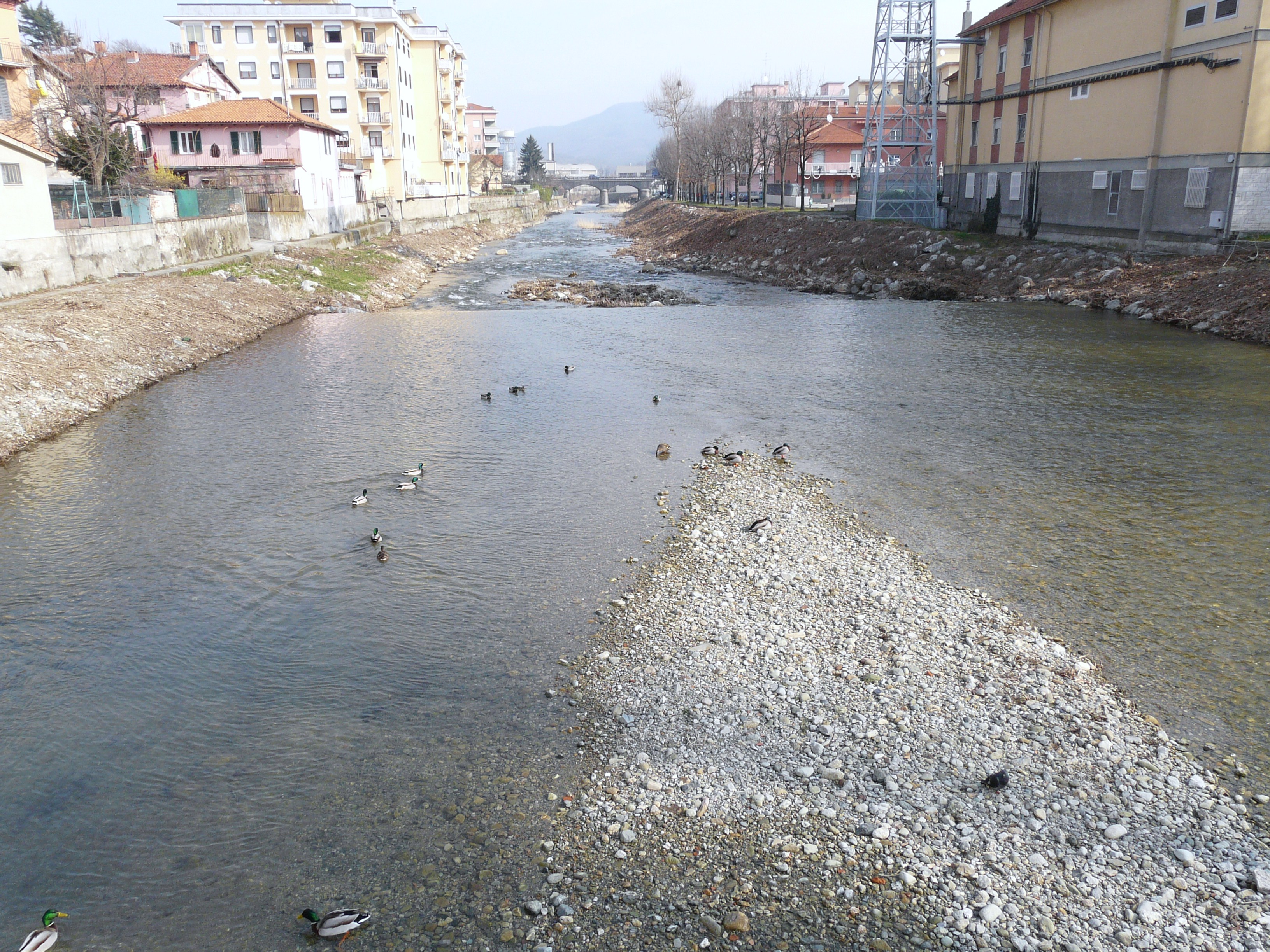
La Bormida a Carcare

Nasce dal monte Settepani (1.386 m s.l.m.) con il nome di rio Pisciarella che conserva fino presso il comune di Bormida dove confluisce con il Rio Farina assumendo il nome di Bormida di Pallare. Attraversa poi Carcare e infine, raggiunta la frazione di San Giuseppe di Cairo, si unisce alla Bormida di Mallare dando origine alla Bormida di Spigno.
Il suo corso è del tutto compreso nella provincia di Savona.